# Revenge (groupe britannique)
Pour les articles homonymes, voir Revenge.
Revenge est un groupe de musique fondé en 1990 par Peter Hook, alors bassiste de New Order. Son complice de toujours, Bernard Sumner, chanteur de New Order, ayant décidé de s'offrir une parenthèse solo avec le projet Electronic, Peter Hook dit « Hooky » réunit rapidement quelques amis musiciens et monte lui aussi son projet parallèle. Il trouve le nom de Revenge à la suite d'un clip de George Michael dans lequel le nom « Revenge » apparaît dans le dos du blouson de cuir de la star.
Le trio enregistre rapidement l'album One True Passion, essentiellement destiné à permettre à Hooky de donner des concerts, activité qu'il adore et dont il se sent frustré au sein de New Order (Bernard Sumner détestant cela). Le groupe effectue une tournée britannique tandis que sort le single Pineapple Face. En 1992, Revenge sort l'EP Gun World Porn puis se sépare, Hooky réintégrant New Order pour produire l'album Republic (1993).
En 2004, une édition augmentée de One True Passion est sortie dans les bacs : il s'agit de l'album original couplé à ce qui devait être le second album de Revenge, Be Careful What You Wish For, qui ne verra jamais le jour.
Musicalement, Revenge pourrait être décrit comme du New Order très rock : la basse inimitable et les plages de synthétiseurs sont toujours là mais le son s'est nettement durci.